# 王雪丹
王 雪丹 （おう せったん、1981年1月生まれ）は、中国出身の外国人タレント。稲川素子事務所所属。
身長166cm、バスト88cm、ウエスト58cm、ヒップ86cm、靴のサイズ23.5cm、O型。
王雪梅という9歳年上の姉がいる。
輸入ドレス、オリジナルドレスを販売する「有限会社エルケイ（LK）」を営む実業家でもある。ドレスのデザインは自ら手掛けている。
2005年10月から放送のTBS系「アイチテル!」にレギュラー出演。また、2006年「県庁の星」で、スーパーで働く金麗美役で映画デビュー。

## 主なメディア出演

### テレビ
- アイチテル!（2005年10月 - 2007年9月26日、TBS）
- アテンションプリーズ（2006年、フジテレビ） 上戸彩主演
- ネプ&イモトの世界番付（2011年 - 、日本テレビ）
- 世界まる見え!テレビ特捜部（2012年2月20日、日本テレビ）

### 映画
- 県庁の星（2006年、東宝）織田裕二主演
- トウキョウソナタ（2008年)